# Siegfried Jausch
Siegfried Jausch (* 28. April 1932 in Hellefeld, Landkreis Militsch; † 31. Oktober 2016) war ein deutscher Politiker und von 1990 bis 1994 Mitglied des Brandenburgischen Landtags.

## Leben
Nach dem Besuch der Oberschule studierte Jausch Veterinärmedizin an der Universität Leipzig und der Humboldt-Universität zu Berlin. Zudem absolvierte er ein Studium der Landwirtschaft, welches er als Diplomlandwirt abschloss. Von 1960 bis 1990 war er Leiter der Staatlichen Tierärztlichen Gemeinschaftspraxis Jüterbog. Jausch war verheiratet und hatte ein Kind.

## Politik
Seit 1989 war Jausch Mitglied der SPD. Er war an der Gründung der SPD im Kreis Jüterbog beteiligt, wo er auch den Vorsitz übernahm. Ab Mai 1990 war er Landrat des Kreises. Im Oktober 1990 wurde er als Direktkandidat in den Brandenburgischen Landtag gewählt. Hier war er Mitglied des Petitionsausschusses und des Wahlprüfungsausschusses. Seine Zeit im Landtag endete mit dem Ablauf der Legislaturperiode im Oktober 1994.